# Resolutie 2313 Veiligheidsraad Verenigde Naties
Resolutie 2313 van de Veiligheidsraad van de Verenigde Naties werd unaniem door de VN-Veiligheidsraad aangenomen op 13 oktober 2016. De resolutie verlengde het mandaat van de VN-vredesmacht in Haïti met een half jaar.

## Achtergrond
Haïti wordt al sedert de jaren 1990 geplaagd door politieke chaos, corruptie en rebellen. In 2004 stuurden de Verenigde Naties de MINUSTAH-vredesmacht naar het land om er de orde te handhaven, nadat de regering van Jean-Bertrand Aristide door een staatsgreep omver was geworpen. In 2010 verergerde de situatie verder nadat een zware aardbeving grote schade veroorzaakte. Begin oktober 2016 werd het land ook nog eens zwaar getroffen door een orkaan. Volgens het hoofd van de VN-vredesmacht, Sandra Honoré, konden de op 9 oktober geplande presidentsverkiezingen daardoor onmogelijk doorgaan.

## Inhoud
De verkiezingen die normaal op 9 oktober 2016 hadden moeten plaatsvinden waren verplaatst naar januari 2017. Volgens de nieuwe planning zou de volgende president op 7 februari 2017 beëdigd worden.
De nationale politie van Haïti speelde een cruciale rol in de veiligheid en stabiliteit van het land. De capaciteiten ervan bleven toenemen, maar ze was nog steeds afhankelijk van internationale leiding en ondersteuning. Dit was MINUSTAH's voornaamste opdracht. Het was de bedoeling dat Haïti tegen eind 2017 15 000 operationele politie-agenten had. Ook justitie en het gevangeniswezen moesten nog verder versterkt worden. Van belang waren verder institutionele hervormingen en de strijd tegen werkloosheid en armoede.
De VN en de Haïtiaanse overheid hadden een plan gelanceerd om noodhulp te verlenen aan 1,3 miljoen inwoners. Door de aanhoudende droogte dreigde een voedseltekort voor 3,6 miljoen mensen. Haïti had ook te kampen met een cholera-epidemie. Verder had het land problemen om de vele Haïtianen die terugkeerden uit de Dominicaanse Republiek bijstand te verlenen.
Zoals secretaris-generaal Ban Ki-moon had aanbevolen werd het mandaat van de VN-vredesmacht in Haïti verlengd tot 15 april 2017. Het aantal troepen bleef 2370, en het aantal agenten 2601. De secretaris-generaal, vanaf 1 januari 2017 António Guterres, werd gevraagd de missie tegen 15 april 2017 te herzien, waarop kon worden nagedacht over de terugtrekking en opvolging ervan. Dit zou afhangen van de situatie in Haïti, de capaciteit van de Haïtiaanse politie om de veiligheid te waarborgen en de stabiliteit van het land.
Lijst ·  2260 ·  2261 ·  2262 ·  2263 ·  2264 ·  2265 ·  2266 ·  2267 ·  2268 ·  2269 ·  2270 ·  2271 ·  2272 ·  2273 ·  2274 ·  2275 ·  2276 ·  2277 ·  2278 ·  2279 ·  2280 ·  2281 ·  2282 ·  2283 ·  2284 ·  2285 ·  2286 ·  2287 ·  2288 ·  2289 ·  2290 ·  2291 ·  2292 ·  2293 ·  2294 ·  2295 ·  2296 ·  2297 ·  2298 ·  2299 ·  2300 ·  2301 ·  2302 ·  2303 ·  2304 ·  2305 ·  2306 ·  2307 ·  2308 ·  2309 ·  2310 ·  2311 ·  2312 ·  2313 ·  2314 ·  2315 ·  2316 ·  2317 ·  2318 ·  2319 ·  2320 ·  2321 ·  2322 ·  2323 ·  2324 ·  2325 ·  2326 ·  2327 ·  2328 ·  2329 ·  2330 ·  2331 ·  2332 ·  2333 ·  2334 ·  2335 ·  2336